# Grankulla svenska församling

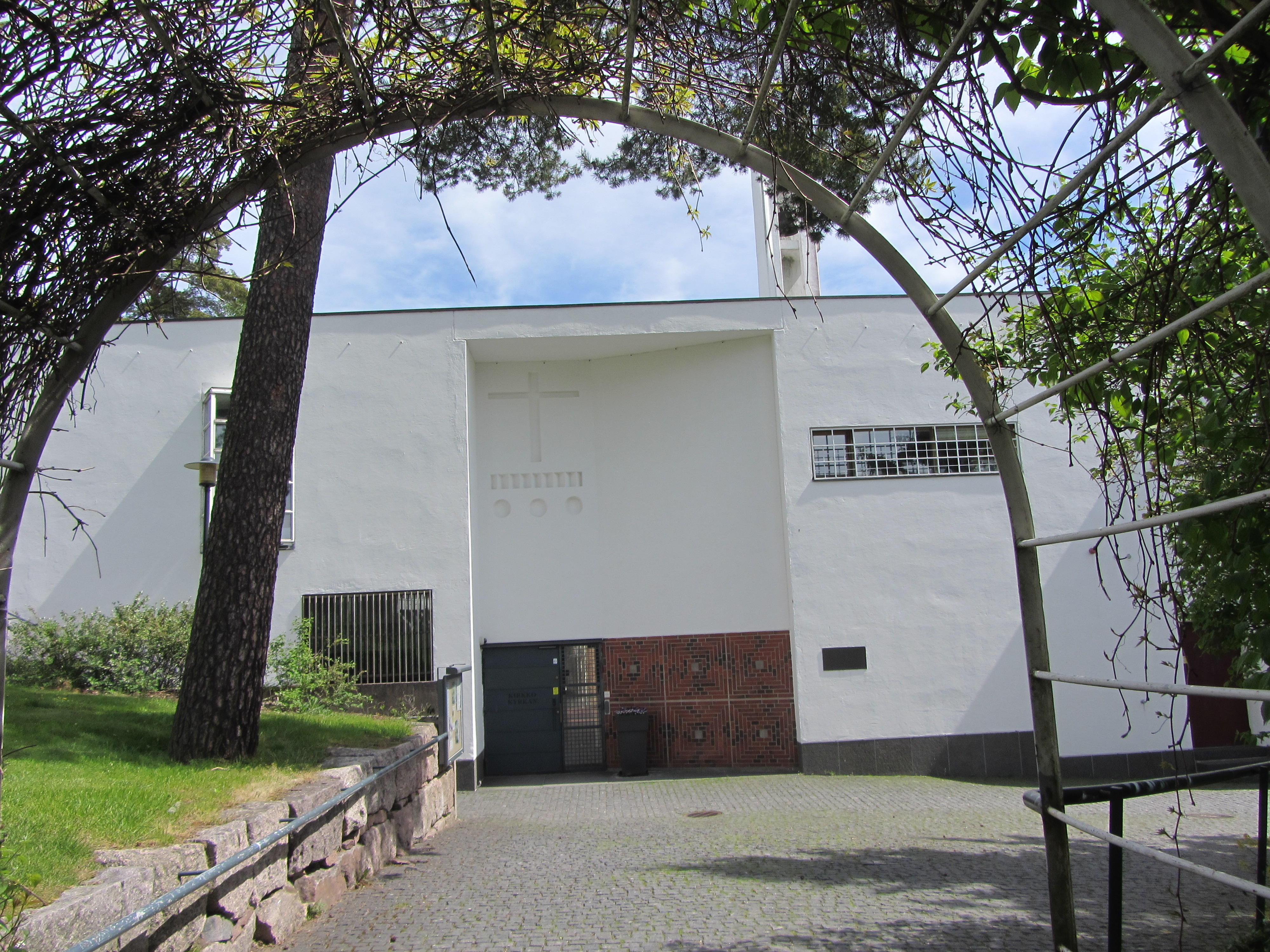
Grankulla kyrka

Grankulla svenska församling är en församling i Mellersta Nylands prosteri inom Borgå stift i Evangelisk-lutherska kyrkan i Finland. Församlingen har 2 346 svenskspråkiga kyrkomedlemmar (09.2021) i Grankulla. Dess hemkyrka är Grankulla kyrka (1983). 
Kyrkoherde i församlingen är Ulrik Sandell.